# Miami Open 2013 - Qualificazioni singolare femminile
Le qualificazioni del singolare femminile del Miami Open 2013 sono state un torneo di tennis preliminare per accedere alla fase finale della manifestazione. I vincitori dell'ultimo turno sono entrati di diritto nel tabellone principale. In caso di ritiro di uno o più giocatori aventi diritto a questi sono subentrati i lucky loser, ossia i giocatori che hanno perso nell'ultimo turno ma che avevano una classifica più alta rispetto agli altri partecipanti che avevano comunque perso nel turno finale.

## Giocatrici

### Teste di serie
1. Sílvia Soler Espinosa (qualificata)
2. Stefanie Vögele (qualificata)
3. Lauren Davis (ultimo turno, Lucky loser)
4. Ol'ga Alekseevna Pučkova (primo turno)
5. Camila Giorgi (ritirata)
6. Misaki Doi (primo turno)
7. Karolína Plíšková (qualificata)
8. Melanie Oudin (primo turno)
9. María Teresa Torró Flor (primo turno)
10. Lara Arruabarrena Vecino (primo turno)
11. Elina Svitolina (ultimo turno)
12. Jana Čepelová (qualificata)
13. Julija Putinceva (qualificata)

1. Mandy Minella (primo turno)
2. Melinda Czink (qualificata)
3. Donna Vekić (qualificata)
4. Coco Vandeweghe (ultimo turno)
5. Vesna Dolonc  (primo turno)
6. Tatjana Maria (ultimo turno)
7. Maria João Koehler (primo turno)
8. Galina Voskoboeva (ultimo turno)
9. Kristýna Plíšková (ultimo turno)
10. Anastasija Rodionova (primo turno)
11. Mirjana Lučić-Baroni (primo turno)
12. Nina Bratčikova (ultimo turno)

### Qualificate
1. Sílvia Soler Espinosa
2. Stefanie Vögele
3. Mallory Burdette
4. Shahar Peer
5. Julija Putinceva
6. Bethanie Mattek-Sands

1. Karolína Plíšková
2. Kateřina Siniaková
3. Donna Vekić
4. Allie Kiick
5. Melinda Czink
6. Jana Čepelová

### Lucky losers
1. Lauren Davis

## Tabellone qualificazioni

### Legenda
| - Q = Qualificato - WC = Wild card - LL = Lucky loser | - ALT = Alternate - SE = Special Exempt - PR = Protected Ranking | - w/o = Walkover - r = Ritirato - d = Squalificato |

### 1ª sezione
|  | Primo turno | Primo turno             | Primo turno             | Primo turno | Primo turno |  |  | Ultimo turno | Ultimo turno          | Ultimo turno          | Ultimo turno | Ultimo turno |  |
|  |             |                         |                         |             |             |  |  |              |                       |                       |              |              |  |
|  | 1           | Sílvia Soler Espinosa   | Sílvia Soler Espinosa   | 6           | 7           |  |  |              |                       |                       |              |              |  |
|  |             | Estrella Cabeza Candela | Estrella Cabeza Candela | 4           | 6           |  |  | 1            | Sílvia Soler Espinosa | Sílvia Soler Espinosa | 6            | 6            |  |
|  |             | Sesil Karatančeva       | 6                       | 5           | 7           |  |  |              | Sesil Karatančeva     | Sesil Karatančeva     | 4            | 2            |  |
|  | 23          | Anastasija Rodionova    | 1                       | 7           | 63          |  |  |              |                       |                       |              |              |  |

### 2ª sezione
|  | Primo turno | Primo turno       | Primo turno       | Primo turno | Primo turno |  |  | Ultimo turno | Ultimo turno      | Ultimo turno      | Ultimo turno | Ultimo turno |  |
|  |             |                   |                   |             |             |  |  |              |                   |                   |              |              |  |
|  | 2           | Stefanie Vögele   | Stefanie Vögele   | 6           | 6           |  |  |              |                   |                   |              |              |  |
|  |             | Alexandra Cadanțu | Alexandra Cadanțu | 3           | 3           |  |  | 2            | Stefanie Vögele   | Stefanie Vögele   | 6            | 6            |  |
|  |             | Eléni Daniilídou  | Eléni Daniilídou  | 1           | 2           |  |  | 21           | Galina Voskoboeva | Galina Voskoboeva | 2            | 2            |  |
|  | 21          | Galina Voskoboeva | Galina Voskoboeva | 6           | 6           |  |  |              |                   |                   |              |              |  |

### 3ª sezione
|  | Primo turno | Primo turno      | Primo turno      | Primo turno | Primo turno |  |  | Ultimo turno | Ultimo turno     | Ultimo turno | Ultimo turno | Ultimo turno |  |
|  |             |                  |                  |             |             |  |  |              |                  |              |              |              |  |
|  | 3           | Lauren Davis     | 1                | 6           | 6           |  |  |              |                  |              |              |              |  |
|  |             | Casey Dellacqua  | 6                | 4           | 1           |  |  | 3            | Lauren Davis     | 7            | 4            | 4            |  |
|  |             | Mallory Burdette | Mallory Burdette | 7           | 6           |  |  |              | Mallory Burdette | 6(0)         | 6            | 6            |  |
|  | 18          | Vesna Dolonc     | Vesna Dolonc     | 64          | 4           |  |  |              |                  |              |              |              |  |

### 4ª sezione
|  | Primo turno | Primo turno              | Primo turno            | Primo turno | Primo turno |  |  | Ultimo turno | Ultimo turno  | Ultimo turno  | Ultimo turno | Ultimo turno |  |
|  |             |                          |                        |             |             |  |  |              |               |               |              |              |  |
|  | 4           | Ol'ga Alekseevna Pučkova | 2                      | 6           | 4           |  |  |              |               |               |              |              |  |
|  |             | Shahar Peer              | 6                      | 3           | 6           |  |  |              | Shahar Peer   | Shahar Peer   | 6            | 6            |  |
|  |             | Stéphanie Foretz Gacon   | Stéphanie Foretz Gacon | 0           | 2           |  |  | 19           | Tatjana Maria | Tatjana Maria | 4            | 0            |  |
|  | 19          | Tatjana Maria            | Tatjana Maria          | 6           | 6           |  |  |              |               |               |              |              |  |

### 5ª sezione
|  | Primo turno | Primo turno      | Primo turno     | Primo turno | Primo turno |  |  | Ultimo turno | Ultimo turno     | Ultimo turno | Ultimo turno | Ultimo turno |  |
|  |             |                  |                 |             |             |  |  |              |                  |              |              |              |  |
|  | 13          | Julija Putinceva | 62              | 6           |             |  |  |              |                  |              |              |              |  |
|  | WC          | Irina Chromačëva | 7               | 2           | r           |  |  | 13           | Julija Putinceva | 6            | 4            | 6            |  |
|  | Alt         | Paula Ormaechea  | Paula Ormaechea | 3           | 65          |  |  | 25           | Nina Bratčikova  | 2            | 6            | 2            |  |
|  | 25          | Nina Bratčikova  | Nina Bratčikova | 6           | 7           |  |  |              |                  |              |              |              |  |

### 6ª sezione
|  | Primo turno | Primo turno           | Primo turno          | Primo turno | Primo turno |  |  | Ultimo turno | Ultimo turno          | Ultimo turno          | Ultimo turno | Ultimo turno |  |
|  |             |                       |                      |             |             |  |  |              |                       |                       |              |              |  |
|  | 6           | Misaki Doi            | 4                    | 6           | 65          |  |  |              |                       |                       |              |              |  |
|  | WC          | Bethanie Mattek-Sands | 6                    | 4           | 7           |  |  | WC           | Bethanie Mattek-Sands | Bethanie Mattek-Sands | 6            | 6            |  |
|  |             | Zhang Shuai           | Zhang Shuai          | 6           | 6           |  |  |              | Zhang Shuai           | Zhang Shuai           | 2            | 3            |  |
|  | 24          | Mirjana Lučić-Baroni  | Mirjana Lučić-Baroni | 2           | 1           |  |  |              |                       |                       |              |              |  |

### 7ª sezione
|  | Primo turno | Primo turno       | Primo turno       | Primo turno | Primo turno |  |  | Ultimo turno | Ultimo turno      | Ultimo turno      | Ultimo turno | Ultimo turno |  |
|  |             |                   |                   |             |             |  |  |              |                   |                   |              |              |  |
|  | 7           | Karolína Plíšková | Karolína Plíšková | 7           | 6           |  |  |              |                   |                   |              |              |  |
|  | WC          | Jarmila Gajdošová | Jarmila Gajdošová | 63          | 1           |  |  | 7            | Karolína Plíšková | Karolína Plíšková | 6            | 6            |  |
|  | WC          | Belinda Bencic    | Belinda Bencic    | 3           | 65          |  |  | 17           | Coco Vandeweghe   | Coco Vandeweghe   | 2            | 3            |  |
|  | 17          | Coco Vandeweghe   | Coco Vandeweghe   | 6           | 7           |  |  |              |                   |                   |              |              |  |

### 8ª sezione
|  | Primo turno | Primo turno        | Primo turno   | Primo turno | Primo turno |  |  | Ultimo turno | Ultimo turno       | Ultimo turno       | Ultimo turno | Ultimo turno |  |
|  |             |                    |               |             |             |  |  |              |                    |                    |              |              |  |
|  | 8           | Melanie Oudin      | Melanie Oudin | 4           | 2           |  |  |              |                    |                    |              |              |  |
|  |             | Alexa Glatch       | Alexa Glatch  | 6           | 6           |  |  |              | Alexa Glatch       | Alexa Glatch       | 4            | 3            |  |
|  | WC          | Kateřina Siniaková | 7             | 5           | 6           |  |  | WC           | Kateřina Siniaková | Kateřina Siniaková | 6            | 6            |  |
|  | 14          | Mandy Minella      | 5             | 7           | 3           |  |  |              |                    |                    |              |              |  |

### 9ª sezione
|  | Primo turno | Primo turno             | Primo turno             | Primo turno | Primo turno |  |  | Ultimo turno | Ultimo turno      | Ultimo turno | Ultimo turno | Ultimo turno |  |
|  |             |                         |                         |             |             |  |  |              |                   |              |              |              |  |
|  | 9           | María Teresa Torró Flor | María Teresa Torró Flor | 3           | 2           |  |  |              |                   |              |              |              |  |
|  |             | Valerija Savinych       | Valerija Savinych       | 6           | 6           |  |  |              | Valerija Savinych | 6            | 3            | 4            |  |
|  |             | Marta Sirotkina         | Marta Sirotkina         | 2           | 3           |  |  | 16           | Donna Vekić       | 4            | 6            | 6            |  |
|  | 16          | Donna Vekić             | Donna Vekić             | 6           | 6           |  |  |              |                   |              |              |              |  |

### 10ª sezione
|  | Primo turno | Primo turno              | Primo turno              | Primo turno | Primo turno |  |  | Ultimo turno | Ultimo turno | Ultimo turno | Ultimo turno | Ultimo turno |  |
|  |             |                          |                          |             |             |  |  |              |              |              |              |              |  |
|  | 10          | Lara Arruabarrena Vecino | Lara Arruabarrena Vecino | 4           | 5           |  |  |              |              |              |              |              |  |
|  | WC          | Allie Kiick              | Allie Kiick              | 6           | 7           |  |  | WC           | Allie Kiick  | 6            | 0            | 6            |  |
|  |             | Vania King               | Vania King               | 7           | 6           |  |  |              | Vania King   | 4            | 6            | 3            |  |
|  | 20          | Maria João Koehler       | Maria João Koehler       | 5           | 3           |  |  |              |              |              |              |              |  |

### 11ª sezione
|  | Primo turno | Primo turno     | Primo turno     | Primo turno | Primo turno |  |  | Ultimo turno | Ultimo turno    | Ultimo turno    | Ultimo turno | Ultimo turno |  |
|  |             |                 |                 |             |             |  |  |              |                 |                 |              |              |  |
|  | 11          | Elina Svitolina | Elina Svitolina | 6           | 6           |  |  |              |                 |                 |              |              |  |
|  |             | Maria Sanchez   | Maria Sanchez   | 3           | 3           |  |  | 11           | Elina Svitolina | Elina Svitolina | 65           | 4            |  |
|  |             | Julia Cohen     | Julia Cohen     | 4           | 1           |  |  | 15           | Melinda Czink   | Melinda Czink   | 7            | 6            |  |
|  | 15          | Melinda Czink   | Melinda Czink   | 6           | 6           |  |  |              |                 |                 |              |              |  |

### 12ª sezione
|  | Primo turno | Primo turno          | Primo turno          | Primo turno | Primo turno |  |  | Ultimo turno | Ultimo turno      | Ultimo turno | Ultimo turno | Ultimo turno |  |
|  |             |                      |                      |             |             |  |  |              |                   |              |              |              |  |
|  | 12          | Jana Čepelová        | Jana Čepelová        | 7           | 6           |  |  |              |                   |              |              |              |  |
|  |             | Anastasija Sevastova | Anastasija Sevastova | 5           | 1           |  |  | 12           | Jana Čepelová     | 1            | 6            | 7            |  |
|  |             | Teliana Pereira      | Teliana Pereira      | 5           | 0           |  |  | 22           | Kristýna Plíšková | 6            | 2            | 5            |  |
|  | 22          | Kristýna Plíšková    | Kristýna Plíšková    | 7           | 6           |  |  |              |                   |              |              |              |  |